# L'Avenue
L'Avenue es un complejo de rascacielos de uso mixto en Montreal, la mayor ciudad de la provincia canadiense de Quebec. Está ubicado frente al Centre Bell en el centro de la ciudad, en Avenue des Canadiens-de-Montréal entre las calles de la Montagne y Drummond Street.

## Descripción
La torre tiene 350 condominios, con un hotel y espacio para oficinas en los pisos inferiores. Los trabajos de excavación comenzaron en diciembre de 2013 y se completaron en 2017.
Con 50 pisos y 184 metros, se convirtió en el sexto edificio más alto de la ciudad y en la torre residencial más alta de Canadá al este de Toronto. A pesar del mismo número de pisos, el Tour des Canadiens al otro lado de la calle mide aproximadamente 167 metros, lo que lo coloca como el segundo edificio residencial más alto y el séptimo más alto de la ciudad en general. Es el edificio más alto construido en Montreal desde 1992.

## Galería

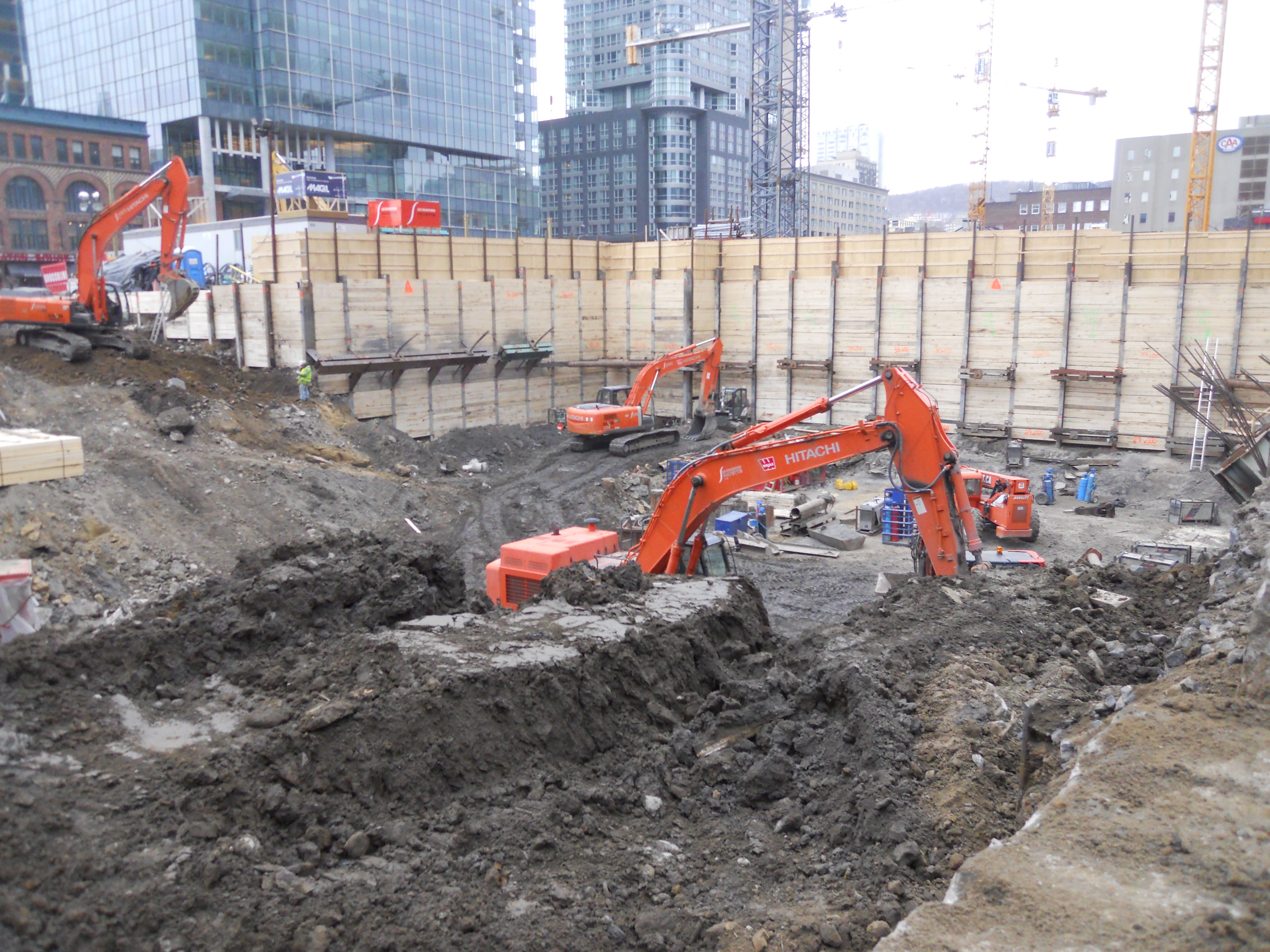
Construcción en marzo de 2014.
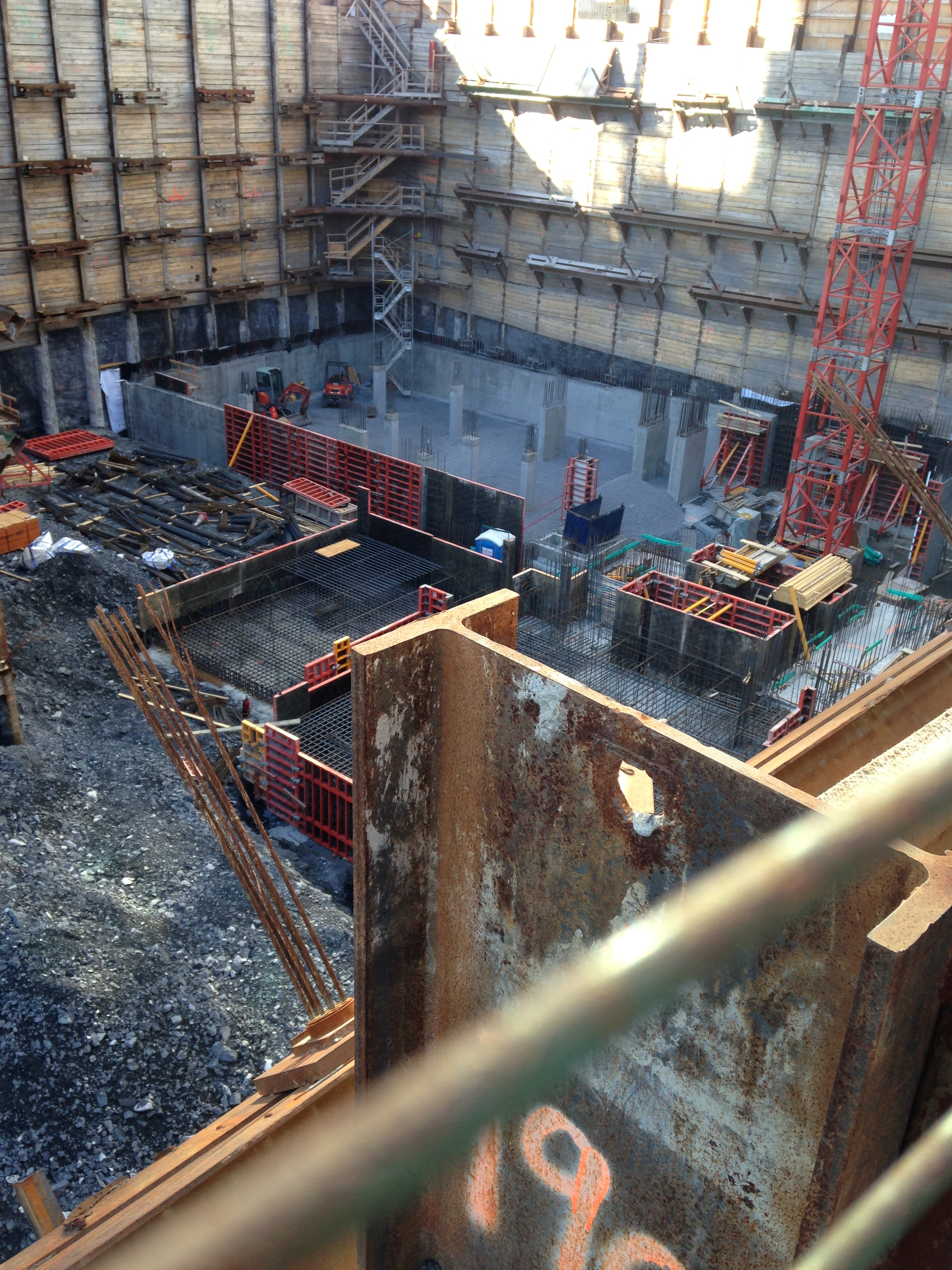
Construcción en septiembre de 2014.
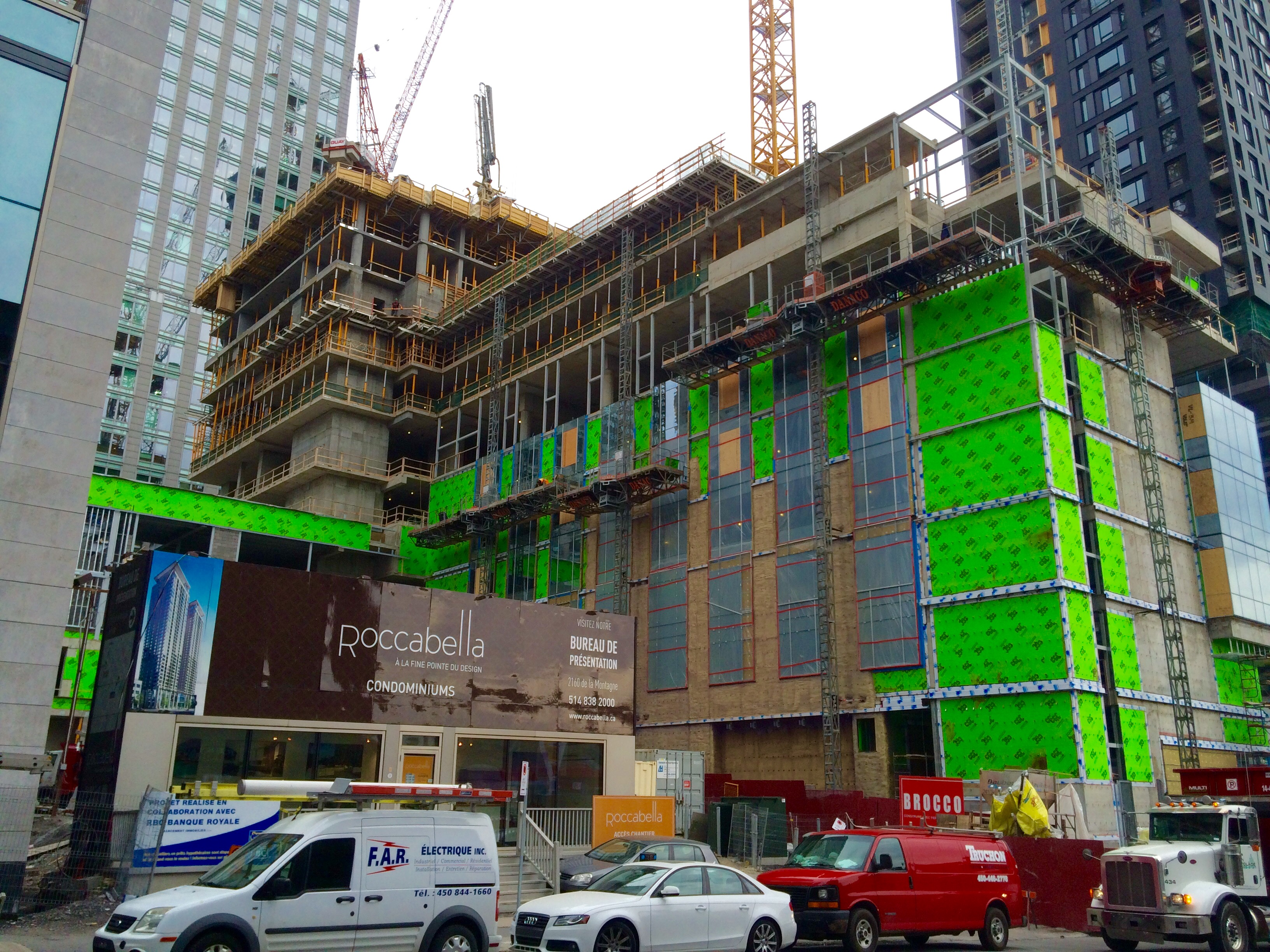
Construcción en septiembre de 2015.
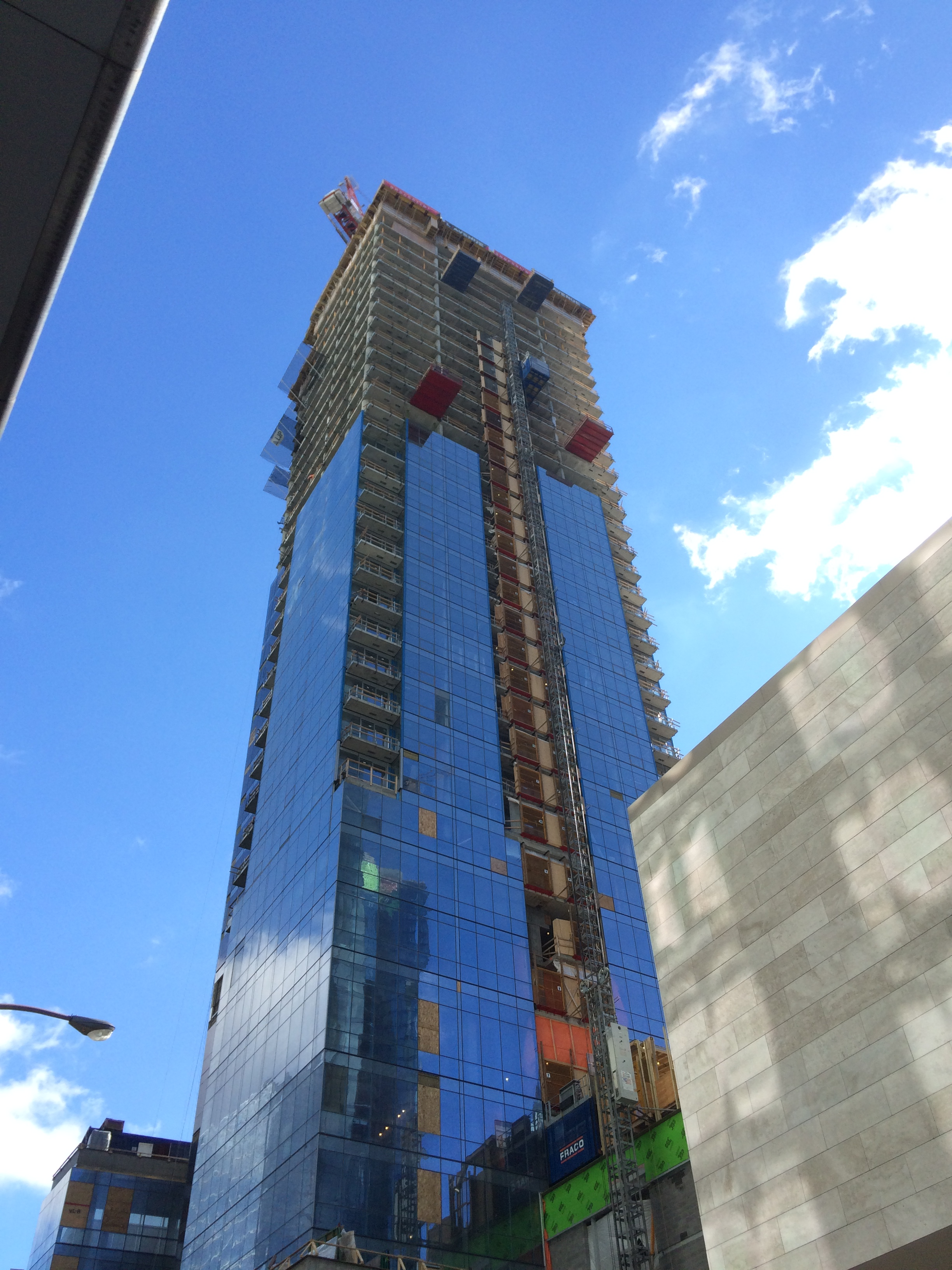
Construcción en marzo de 2016.